# Arroyo Tujunga

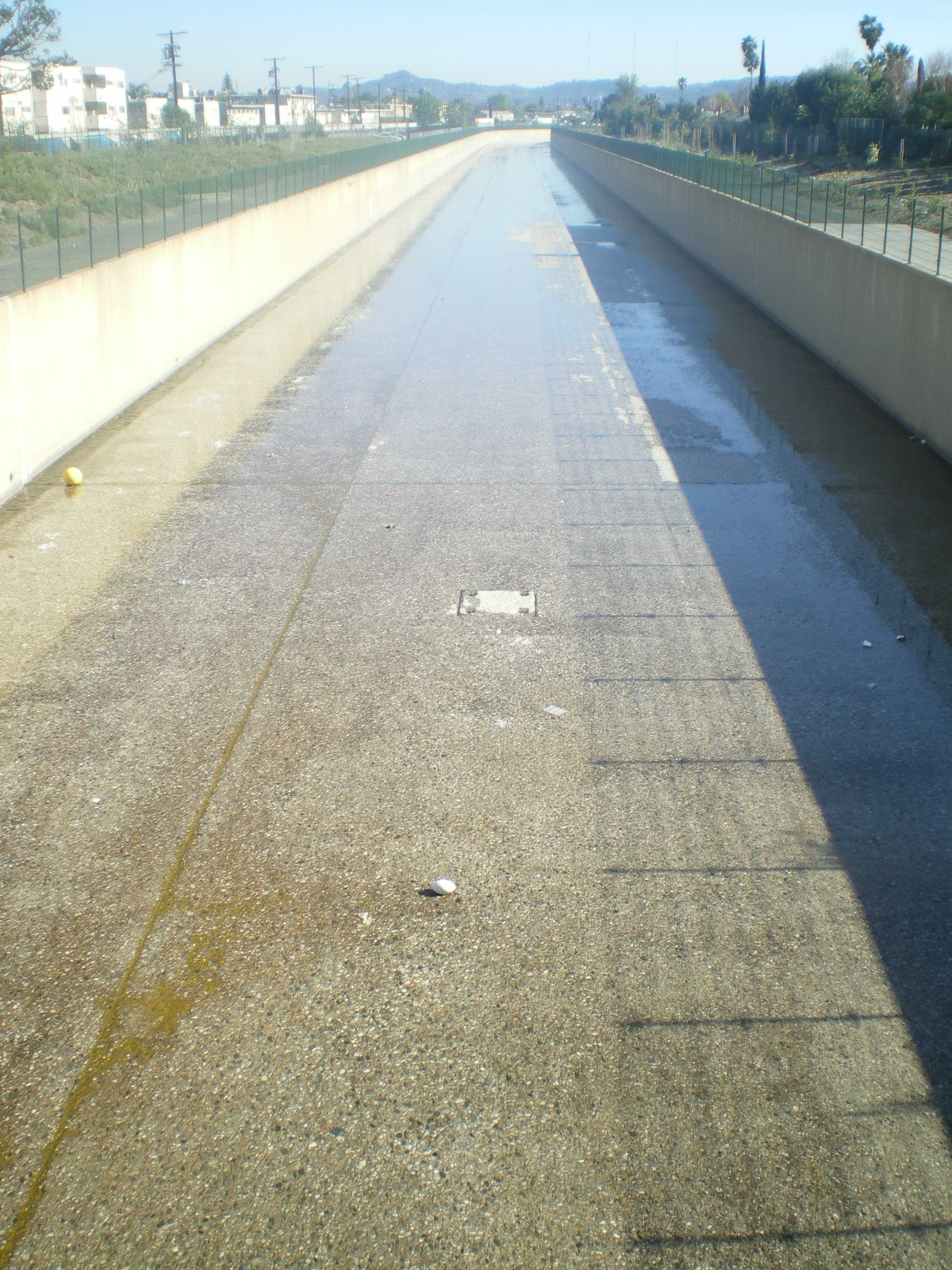
El arroyo Tujunga, al sur de Victory Boulevard

El arroyo Tujunga o arroyo de Tujunga (en inglés: Tujunga Wash) es un arroyo de 13 millas (20,9 km) de longitud en el condado de Los Ángeles, California. Es un afluente del río Los Ángeles; proporciona alrededor de una quinta parte de su flujo y drena alrededor de 225 millas cuadradas (582,8 km²). En inglés se llama un "wash" porque generalmente está seco, especialmente en los tramos más bajos, y solo transporta flujos significativos durante y después de las tormentas, que generalmente solo ocurren entre noviembre y abril. El nombre del arroyo deriva del nombre de un pueblo tongva.

## Sobre
El nombre Tujunga o Tuxunga significa "lugar de la anciana" tanto en fernandeño como en tongva, donde Tuxu significa "anciana". Se cree que el término se relaciona con una narrativa etnohistórica, conocida como Khra'wiyawi, recopilada por Carobeth Laird de Juan y Juana Menéndez en el adobe de Leonis en 1916. En la narrativa, la esposa de Khra'wiyawi (el jefe de la región) se aflige por la pérdida prematura de su hija. En su tristeza, se retira a las montañas y se convierte en piedra. Se cree que este evento se basa el nombre del pueblo. De hecho, hay una gran roca en el cañón de Little Tujunga que tiene la figura de una anciana sentada. Sin embargo, también existía un poblado fernandeño en las inmediaciones del cañón de Big Tujunga llamado Muxúnga, que significa “lugar de tiro” en el dialecto fernandeño de la lengua tongva. El nombre proviene del verbo muxú, que significa "dispararle".
El arroyo Tujunga consta de dos bifurcaciones, ambas comenzando en la sierra de San Gabriel. La parte superior del arroyo Big Tujunga se llama Tujunga Creek o Big Tujunga Creek. Viaja aproximadamente de este a oeste, y varios afluentes del norte y del sur se unen a él mientras fluye hacia el embalse Big Tujunga, formado por la presa Big Tujunga. Debajo de la presa, el arroyo se llama arroyo Big Tujunga. Continúa su flujo hacia el oeste, ingresa al valle de San Fernando y se encuentra con el arroyo Little Tujunga una milla antes de llegar al embalse Hansen, que está formado por la presa Hansen. El arroyo Little Tujunga proviene del norte y drena la parte de las montañas San Gabriel inmediatamente al norte del embalse Hansen. Aguas abajo de la presa, el arroyo Tujunga fluye aproximadamente hacia el sur y se encuentra a medio camino de su confluencia con el río Los Ángeles por el arroyo Pacoima, que drena el otro lado de las montañas que drena el arroyo Little Tujunga. Finalmente, el arroyo Tujunga se encuentra con el río Los Ángeles cerca de Studio City.

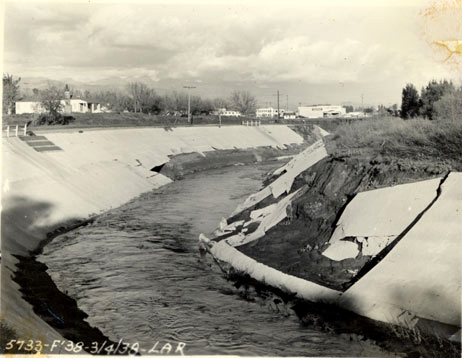
Daños por inundaciones a lo largo del arroyo en 1938

La presa Big Tujunga fue construida por el condado de Los Ángeles y terminada en 1931. El embalse Big Tujunga puede contener 5,96 acres·pie (7351,6 m³) de agua. En la Inundación de Los Ángeles de 1938 se puso a prueba. La presa se sometió a una modernización sísmica, completada en julio de 2011, que incluyó duplicar el espesor de la presa de arco de gravedad. La presa Hansen fue construida por el Cuerpo de Ingenieros del Ejército de los Estados Unidos y terminada en 1940. El embalse Hansen puede albergar 74,1 acres·pie (91 401 m³)   de agua. Sus propósitos principales son el control de inundaciones, aunque también brindan cierta recarga de aguas subterráneas. El agua no puede filtrarse en la parte inferior de la cuenca porque está tan urbanizada que hay poca tierra descubierta y los lechos de los arroyos se han transformado en canales de concreto, y el agua fluye demasiado rápido en los tramos superiores de la cuenca para hundirse mucho en el suelo. Como resultado, la mayor parte del agua se descarga en el océano.
En 1969, hubo una inundación en el arroyo Tujunga. El agua fluyó por un canal anteriormente inactivo y entró en un gran pozo de grava 15 to 23 m (49 a 75 pies) de profundidad. El lecho del canal se degradó unos 4 metros (13,1 pies), lo que provocó la falla de tres puentes carreteros y la pérdida de siete viviendas.

## Cruces
De norte a sur (con el año de construcción entre paréntesis):